# Abominable Dr. Phibes/American Psycho
Abominable Dr. Phibes e American Psycho sono le prime due tracce dell'album dei Misfits American Psycho.
Abominable Dr. Phibes era originariamente intitolata Dr. Phibes Rises Again, basata sull'omonimo film. Ciononostante venne utilizzata come introduzione per la canzone American Psycho. Dr. Phibes Rises Again può essere trovata anche come demo in Cuts from the Crypt. Entrambe le canzoni provengono da opere omonime, essendo The Abominable Dr. Phibes il prequel di Dr. Phibes Rises Again ed American Psycho un romanzo.
Entrambe le canzoni sono incluse in un unico video musicale, pubblicato poi come VHS che è però solitamente chiamato semplicemente American Psycho.